# Claudia Martín
Claudia Martín (ur. 28 sierpnia 1989) – meksykańska aktorka filmowa i telewizyjna.
Zagrała główną rolę w telenoweli Światło twoich oczu.

## Wybrana filmografia
- 2016: Droga do szczęścia jako Victoria "Vicky" Mejía Ocaña
- 2017: Enamorándome de Ramón jako Andrea Medina Fernández
- 2017-2018: Światło twoich oczu jako Marina Ríos Zepahua / Marina Ocaranza Arzuaga

## Nagrody i nominacje

### Premios TVyNovelas
| Rok  | Kategoria                     | Telenowela            | Wynik     |
| ---- | ----------------------------- | --------------------- | --------- |
| 2018 | Najlepsza aktorka młodzieżowa | Enamorándome de Ramón | Nominacja |

- 2018: Premio De La Revista Q[5]